# Секиотово (Калуга)
Секио́тово — микрорайон и деревня в составе города Калуга Калужской области.

## География
Деревня находится в 9 км от Калуги на Тульском шоссе (трасcе Р-132); в начале Южного обхода Калуги.
Улицы деревни Секиотово:
- Заокская улица
- Зелёная улица
- Лесная улица
- Нагорная улица
- Планерная улица
- Улица Мелиораторов
- Улица Советской Армии
- Центральная улица
- Шоссейная улица

## Название
- Производное от «Секи этова!»: Утро. Дымное солнце с трудом прорывается из-за облаков. Проснувшийся ветер начинает все энергичнее срывать с деревьев желтые листья. На краю слободы толпа крестьян, убого одетых, с поникшими головами. Видимо, они сильно провинились. Перед ними важно расхаживает барин. За ним семенит надсмотрщик-лакей. Батюшка-кормилец, как называют его крестьяне, тычет пальцем в грудь то одного, то другого крестьянина, приговаривая: «Секи этова! Секи этова!» Словом, созвучным этому выражению, и стала называться слобода, в которой жили крепостные: Секиотово[3].
- Другая версия отсылает к античности: Из античных мифов мы знаем о борьбе богов и титанов. В честь одного из титанов был назван город Сикерос, который входил в состав Киликийского царства, находящегося на территории современной Турции. В этом городе родился грек, он приехал в наши края и был принят на работу Иваном III. А тогда фамилии давали по названиям городов. Этого человека стали называть Секиот — тот, кто из Сикероса приехал. Он владел деревней в Рязанской губернии. Там тоже есть Секиотово. Очевидно, потом приобрёл деревню и в Калуге[4].

## История
В Описаниях к атласу Калужского наместничества упоминается как деревня Сикиотава, расположенная по обе стороны от речки Можайки и её безымянных отвершков, принадлежащая вместе с несколькими соседними селениями А. Н. Демидову.
По данным на 1859 год Секиотова — владельческая деревня в 43 двора с 325 жителями.
После реформ 1861 года деревня вошла в Покровскую волость Калужского уезда. В 1892 году в ней — 408 жителей, в 1913 — 448.
В начале октября 1941 года Секиотово оккупировали фашистские войска. Деревня пробыла в оккупации была три месяца.
После войны колхозное поле превратили площадку для взлета самолетов. В 2000-х на её месте построили завод «Вольво».
В 1991 году деревня Секиотово вошла в состав города Калуги.

## Инфраструктура
В деревне на 2021 год более 408 домов.